# Storno: Todsicher versichert
Storno: Todsicher versichert ist eine deutsche Filmkomödie von Jan Fehse aus dem Jahr 2015.

## Handlung
Der junge Rupert Halmer ist Versicherungsvertreter und soll – angeordnet von seinem Bereichsleiter Schulze – möglichst viele Lebensversicherungen in einem niederbayerischen Dorf abschließen. Auf dem Weg dorthin baut er einen kleinen Autounfall, indem er den Bollerwagen der Bäuerin Olivia Poltrock rammt. Diese ist später letztlich die einzige, die Interesse an einer sehr hohen Lebensversicherung hat und zwar nicht für sich, sondern für ihren kranken Vater Adolf. Halmer ist glücklich, dass er auf Poltrock getroffen ist und präsentiert stolz seinen Erfolg bei seinem Chef. Doch die Gesundheitsprüfung fehlt noch. Halmer versucht den Arzt zu überreden eine auszustellen, doch dieser ist zur Wahrheit verpflichtet. Kurzerhand wird er nach der Visite von Olivia erschlagen, da er mit dem Befund dem Vorhaben schaden könnte. Auch Schulze selbst wird später aus diesem Grund erschlagen, da er Aktivitäten gesehen hat. Halmer hingegen wird in einen Käfig gesperrt. Über ein gefundenes Handy können die Polizisten die Bäuerin Olivia ausmachen. Als diese beim Hof ankommen zückt diese die Schrotflinte. Sie bricht jedoch wenig später tot zusammen.
Aufgrund des Todesfalls erhalten die Versicherungsvertreter eine neue Leiterin, doch Halmer entscheidet sich für den Ausstieg und verschwindet mit der Bedienung Lena aus dem Ort.

## Hintergrund
Storno: Todsicher versichert wurde vom 11. März 2014 bis zum 8. April 2014 in Niederbayern und Umgebung gedreht. Produziert wurde der Film von der TV60Filmproduktion für den Bayerischen Rundfunk.

## Kritik
Die Kritiker der Fernsehzeitschrift TV Spielfilm zeigten mit dem Daumen nach oben und vergaben für Humor zwei, für Action und Spannung je einen von drei möglichen Punkten. Sie kommentierten den Film mit den Worten: „Die skurrile Posse von Jan Fehse […] muss erst ein paar Floskelgags aus der Komödien-Police 08/15 überwinden, ehe sie mit makabrem Humor und schrägen Gestalten den weiteren filmischen Acker bestellt. [D]ie süße Romanze zwischen Rupert und Lena ist echt mal was fürs Herz.“ Das Fazit lautete: „Launiger Provinzspaß mit charmanten Figuren“.